# 128314 Coraliejackman
128314 Coraliejackman è un asteroide della fascia principale. Scoperto nel 2004, presenta un'orbita caratterizzata da un semiasse maggiore pari a 2,4087433 UA e da un'eccentricità di 0,2590930, inclinata di 11,84279° rispetto all'eclittica.